# جدو كريشنامورتي
جِدّو كريشنامورتي (بالتيلوغوية: జిడ్డు కృష్ణ మూర్తి, Jiddu Krishnamurti - أو జే కృష్ణ మూర్తి, J. Krishnamurti) هو كاتب ومتحدث عن القضايا الفلسفية والروحية؛ هندي من ولاية أندرا برديش. تضمنت مادته الثورة النفسية، وطبيعة العقل، والتأمل، والعلاقات البشرية، وإحداث التغيير الإيجابي في المجتمع. الحفاظ على هذا المجتمع هو في نهاية المطاف نتاج التفاعل بين الأفراد، وقال ان هذا التغيير الجذري في المجتمع لا يمكن أن يظهر إلا من خلال تغيير جذري ولكن بحرية مطلقة في داخل الفرد. وأكد باستمرار على الحاجة إلى ثورة في نفسية كل إنسان، وأكد أن مثل هذه الثورة لا يمكن أن تتأتى من قبل أي كيان خارجي، سواء كان ذلك الديني، والسياسي، أو الاجتماعي. ويُعتبر المترجم اليوناني ديمتري أفييرينوس من أهم المترجمين الذين نقلوا أعمال كريشنامورتي إلى العربية.
وُلد كريشنامورتي في جنوب الهند في ما صار الآن ماندابالي في ولاية أندرا برديش. في بداية مراهقته، التقى الخفيانيّ والثيوصوفي تشارلز ويبستر ليدبيتر في مقر المجتمع الثيوصوفي في أديار، مادراس. تربى عقب ذلك تحت وصاية آني بيزنت وليديبيتر، قادة المجتمع آنذاك، الذين آمنا في أنه «مركبة» لمعلم عالمي مُنتظر. في فتوّته، أنكر هذه الفكرة وحلّ أخوية النجمة في الشرق، وهي منظمة أُسست لتدعمها.
قال كريشنامورتي إنه لم يكنّ أي ولاء لأي جنسية أو طبقية أو دين أو فلسفة، وأمضى بقية حياته يجوب العالم ويتكلم إلى مجموعات كبيرة وصغيرة، وإلى أفراد أيضًا. ألف العديد من الكتب، من بينها الحرية الأولى والأخيرة، والثورة الوحيدة، ومفكرة كريشنامورتي. نُشر الكثير من حواراته ومناقشاته. آخر حوار عمومي له كان في مادراس، الهند، في يناير 1986، قبل شهر من وفاته في منزله في أوجي، كاليفورنيا. يشرف أنصاره –الذين يعملون عبر مؤسسات غير ربحية في الهند وبريطانيا والولايات المتحدة- على عدة مدارس مستقلة قائمة على آرائه في التعليم. ما يزالون مستمرين بنسخ الآلاف من حواراته، ونقاشاته الجماعية والفردية، وكتاباته، وتوزيعها باستخدام شتى صيَغ الوسائط واللغات.

## سيرته

### خلفيته العائلية وطفولته
تاريخ ولادة كريشنامورتي موضع خلاف. حددت ماري لوتينز التاريخ على أنه 11 مايو 1895، لكن أشارت كريستين ويليامز إلى عدم موثوقية سجلات الولادة في تلك الفترة والتصريحات التي تدعي تواريخًا تتراوح من 4 مايو 1895 إلى 25 مايو 1896 موجودة. استخدم حسابات مبنية على طالعٍ منشور ليشتق تاريخًا هو 11 مايو 1895، لكنه «يبقي على بعض الشك» بخصوصه. كان مكان ميلاده بلدة مادنابالي الصغيرة في رئاسة مادراس (مقاطعة تشيتور الحالية في أدرا برديش). وُلد في عائلة براهمية تتكلم التيلوغوية. كان أبوه، جِدّو نارايانايا، يعمل موظفًا في الإدارة البريطانية الاستعمارية. كان كريشنامورتي مولعًا بأمه سانجيفاما، التي توفيت وقتما كان في العاشرة. أنجب والداه ما مجموعه أحد عشر طفلًا، عاش ستة منهم بعد سنة الطفولة.
في عام 1903، استقرت العائلة في كادابا، حيث أصيب كريشنامورتي بالملاريا في خلال إقامة سابقة. عانى نوبات متكررة من المرض على مدى سنوات عديدة. لكونه طفلًا حساسًا كثير المرض، «غامضًا وحالمًا»، غالبًا ما كان يُعتبر معاقًا فكريًا، وكان يتعرض للضرب بانتظام من معلميه في المدرسة ومن أبيه في المنزل. في ذكريات كتبها كريشنامورتي عندما كان في الثامنة عشرة، وصف تجارب روحانية، كرؤية أخته، التي توفيت في 1904، وأمه الراحلة. في خلال طفولته، نمّى رابطة مع الطبيعة لازمته طوال حياته.
تقاعد أبو كريشنامورتي في نهاية عام 1907. سعى خلف وظيفة في مقر المجتمع الثيوصوفي في أديار. كان نارايانايا ثيوصوفيًا منذ عام 1882. عُين في آخر الأمر كاتبًا لدى المجتمع، لينتقل إلى هناك مع عائلته في يناير 1909. خُصص لنارايانايا وأبنائه في البداية كوخ صغير ليعيشوا فيه خارج مُجمّع المجتمع.

## من أهم مؤلفاته
- الحرية الأولى والأخيرة.
- في مواجهة الحياة.
- التحرر من المعلوم.
- أنتم العالم.
- يقظة الفطنة.
- قارئ كريشنامورتي بنغوين.
- إنهاء الزمن.
- المنقول والثورة.
- تعليقات على الحياة.
- الثورة الوحيدة.
- دفتر ملحوظات كريشنامورتي.
- يوميات كريشنامورتي.
- التربية ومعنى الحياة.

## روابط خارجية
- جدو كريشنامورتي على موقع الموسوعة البريطانية (الإنجليزية)
- جدو كريشنامورتي على موقع ميوزك برينز (الإنجليزية)
- جدو كريشنامورتي على موقع إن إن دي بي (الإنجليزية)
- جدو كريشنامورتي على موقع ديسكوغز (الإنجليزية)